# Ducto coletor medular interno
Em anatomia renal, o ducto coletor medular interno é um seguimento do ducto coletor, localizado na medula renal. A origem de seu nome é baseada em sua localização no rim, portanto, o ducto coletor medular interno está localizado na porção mais interna da medula renal. É uma estrutura tubular microscópica que faz parte do sistema de ductos coletores dos túbulos renais.
A medida que o ducto coletor medular interno percorre a medular direção a papila, vai sofrendo fusão de outros ductos, formando ductos em menor número e maior diâmetro. Essa porção final do ducto coletor medular interno, também é chamada de ducto de Bellini, e abre-se na ponta da papila renal, formado a área crivosa.